# Santa Maria la Mar
Santa Maria la Mar (['santəmə'ɾiələ'mar], o, simplement, ['santəmə'ɾiə], antigament Santa Maria de Pabirans o simplement Pabirans, en francès Sainte-Marie o Sainte-Marie-la-Mer) és el poble cap del municipi del mateix nom, de 4.725 habitants, de la comarca del Rosselló. Se situa a la vall de la Tet, a l'est de Perpinyà, just al nord de Canet de Rosselló, a la part nord-oriental de la comarca, a ran de la Mar Mediterrània i al nord del riu Tet. Es troba a la subcomarca de la Salanca, antigament zona d'aiguamolls, d'on vé el nom de Salanca, a la plana existent al nord del riu esmentat. La dita sobre els santmariaires és Santa Maria l'Eixau, i existeix un proverbi que diu Canet i Santa Maria se van pas fer en un dia.

## Etimologia
El nom d'aquest poble i municipi és totalment descriptiu: la parròquia dedicada a Santa Maria que es troba a ran de mar. És, així doncs, un topònim ja romànic, sense influència de llengües anteriors al català mateix. El nom antic, Pabirans, procedia del nom d'un predi romà (Pabiranos).

## Geografia

### Localització i característiques generals del terme

Situació de la comuna de Santa Maria la Mar en el Rosselló

Santa Maria la Mar es troba a 8 metres d'altitud i a 1 quilòmetre de la costa mediterrània, a l'est de Perpinyà. L'extrem sud del seu terme, de 102.900 hectàrees d'extensió, està marcat per la darrera part, desembocadura inclosa, del Tet, que neix a la Cerdanya, llevat d'un tros arran de costa on el terme de Canet travessa el riu (de fet, el travessa perquè el curs del riu va ser desviat cap al sud; el límit entre els dos municipis segueix el traçat vell de la Tet), mentre que el límit nord està definit per l'Agulla de l'Oca, que separa aquest terme del de Torrelles. El límit de ponent, amb Vilallonga de la Salanca, que és pràcticament recte, no té un límit natural, sinó que el marquen les propietats agràries.
La mare del riu Tet ha anat sofrint variacions, d'ençà que se'n tenen testimoniatges. Els corrents d'aigua de l'Eixau Vell i de l'Eixau Nou són antics corrents de lavTet, com és habitual en zones finals de rius de tan poc desnivell i aiguats estacionals abundants. Tota la Salanca, de fet, és formada per antigues maresmes causades per les fortes avingudes d'aigua sobretot de la primavera.
Termes municipals limítrofs:
|                          | Torrelles de la Salanca |                     |
| Vilallonga de la Salanca |                         | La mar Mediterrània |
|                          | Canet de Rosselló       |                     |

### El poble

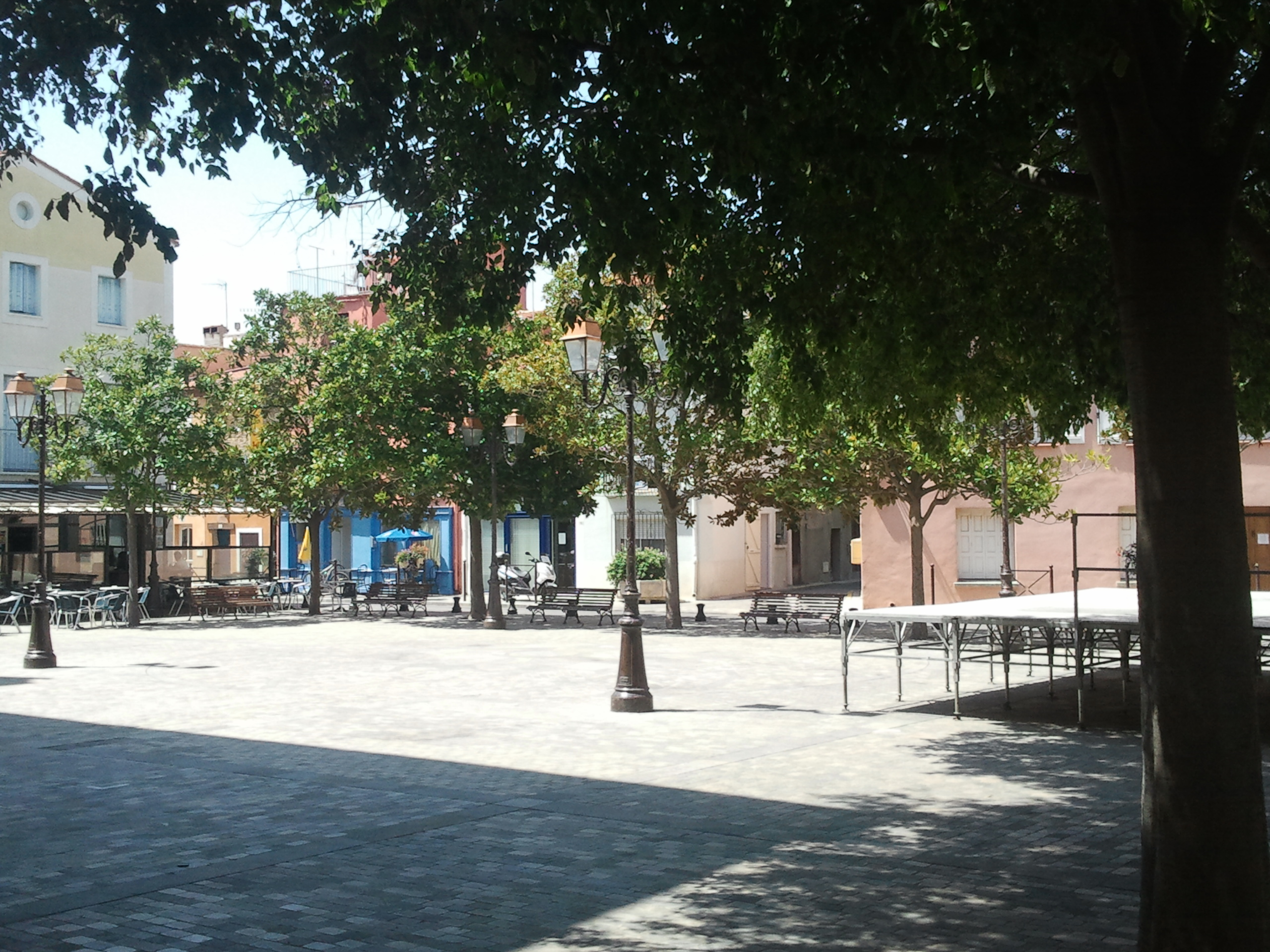
La plaça del poble

El nucli primigeni del poble s'originà en forma de cellera a partir del Castell de Santa Maria, de l'església parroquial de Santa Maria la Mar i de la Torre, campanar civil del poble construït damunt d'una torre de la muralla medieval del poble. A ponent del nucli vell hi havia el desaparegut Oratori de Santa Anna, la Bascula, també desapareguda, i diversos ponts damunt dels Eixaus: el Pont de la Bonjorn i el Pont de Santa Anna. El Cementiri Nou també s'obrí en el sector ponentí del nucli urbà.
Santa Maria la Mar, com els altres pobles de ran de mar del Rosselló, ha sofert un creixement basat en l'explotació turística. En el poble vell original s'originà en primer lloc el barri de Darrere la muralla, i seguidament s'urbanitzaren els antics camps veïns del nucli de població. Més tard es desenvolupà el veïnat de Santa Maria Platja, i s'anaren omplint les terres entre els dos nuclis formant nous barris de nova factura, sobretot turística, com els dos Vilatge de Vacances, props entre ells, però un a cada nucli dels dos esmentats.
En el poble hi havia dos rentadors populars de roba, un dels quals desaparegut: el Rentador d'en Parró. El que encara es conserva és el Rentador de l'Eixau Nou, o de la Creu.

### Santa Maria Platja o la Platja de Santa Maria

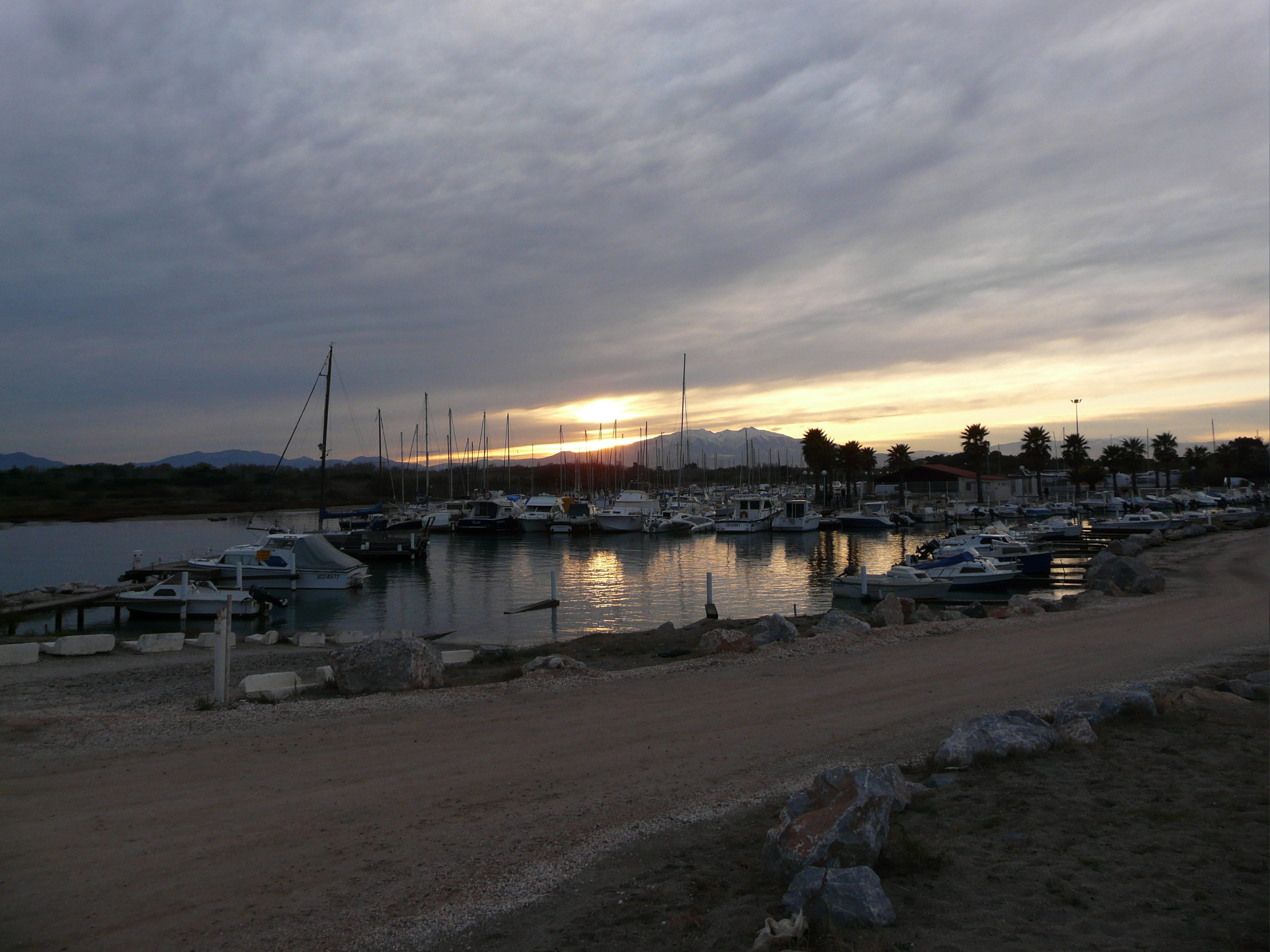
El port de Santa Maria Platja

El desenvolupament del turisme ha fet que a Santa Maria la Mar es creés un segon nucli de població a ran de mar, de la mateixa manera que al Barcarès, Canet i a Sant Cebrià, en una zona de platja, amb un petit nucli originàriament de pescadors i antigues maresmes. La Vigia, desapareguda, n'ès el límit nord, i la Redubta, antiga fita de granit, també desapareguda, és a la zona de l'extrem sud. De tota manera, el de Santa Maria la Mar no ha arribat al desenvolupament i massificació dels de Canet o Sant Cebrià.
Un segon nucli costaner de Santa Maria la Mar és l'antic lloc de cabanes i barraques de pescadors i modestes cases de vacances del Bordígol. Vers el 1980 l'estat francès va destruir aquest hàbitat, en una acció que desfermà molta polèmica, i tot seguit s'hi dugué a terme una forta acció immobiliària, que canvià del tot l'indret.

### Sant Andreu de Bigaranes

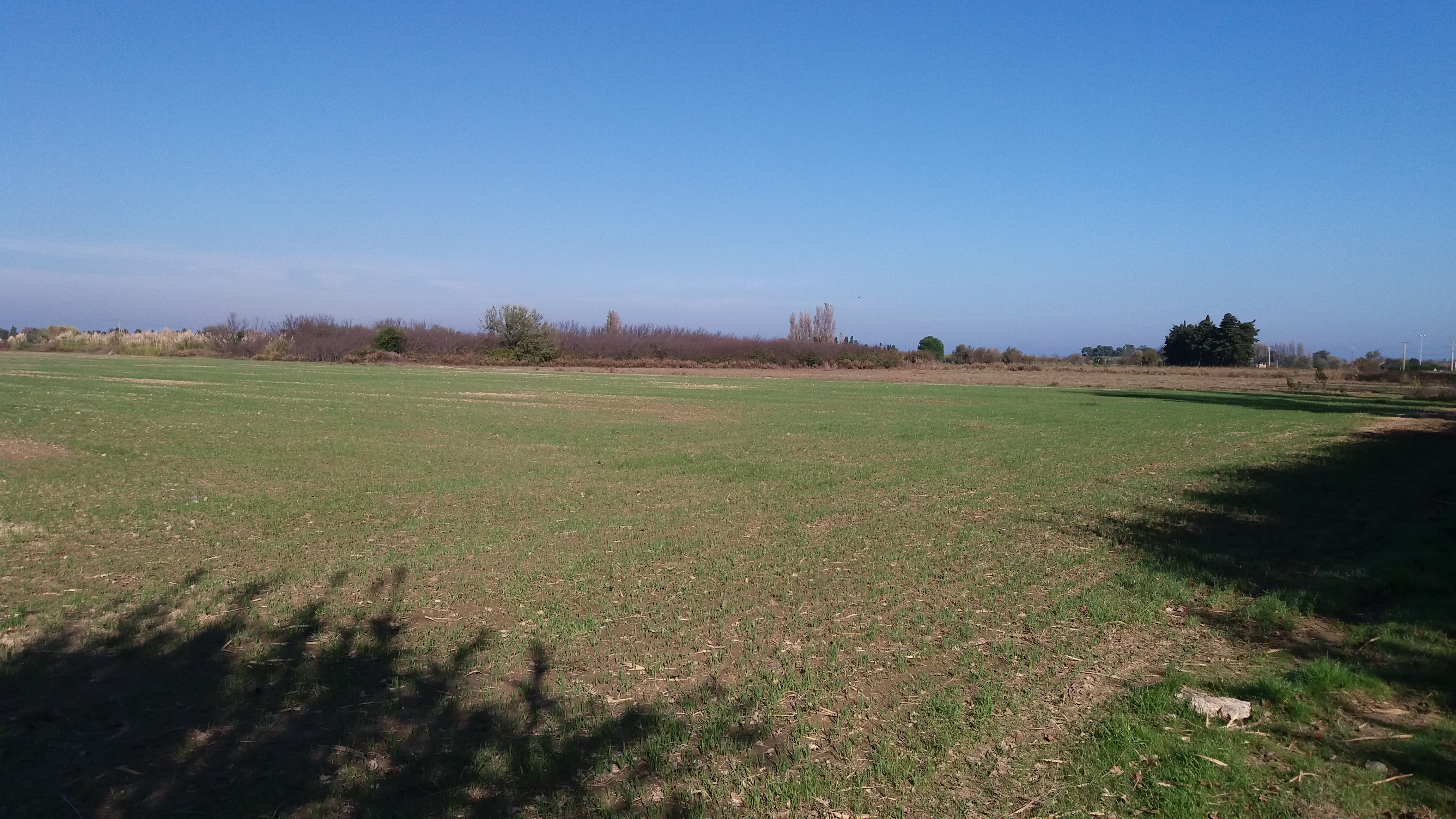
Lloc on hi hagué la parròquia de Sant Andreu de Bigaranes

Sant Andreu de Bigaranes era l'església d'una antiga parròquia desapareguda, que avui dia dona nom a una partida agrícola. Era al nord-oest del poble de Santa Maria la Mar.

### Els masos del terme de Santa Maria la Mar
Pocs masos es conserven en el terme de Santa Maria la Mar: el Mas de Lacroix, o d'en Muixart, abans de la Selva, i el Mas de l'Oliu.

### El territori comunal
Les partides cadastrals conservades a Santa Maria la Mar són, en bastants casos, extretes dels noms dels masos, camins, passos de riu, etcètera. En aquests casos s'entén el tros de territori a l'entorn del topònim concret de què es tracta. Les principals partides d'aquest poble són l'Agulla de l'Oca, els Aibrals, la Baixa Fossa, la Basseta, o Gorg d'en Marcel·lí, o Camí del Bordígol, el Bordígol, el Bosc Comunal, la Cabana, el Camí de Canet, el de Clairà, el de la Ribera, les Carbonelles, el Carrer -o Carrera, o Carreret- de Mallorca, Darrere la Muralla, els Gravatells, abans els Gravalets, les Illes, la Mar, o la Platja Vella, les Marendes, abans el Marenda, les Marendes de les Illes, Mas d'en Muixart, el Mas Nerel, abans el Mas de Riu, el Pas de la Calç, el Pas de les Carretes (encara que el pas ja no existeix), el Pas del Fang, el Pas de Sant Galdric, les Podadores, la Platja, o la Platja Nova, el Pont dels Lladres, o d'en Civil, el Port, el Riberal, les Rotes, Santa Anna, Sant Andreu, o Sant Andreu de Bigaranes, Sant Miquel de Forques i les Velles. Alguns noms han entrat ja en desús, i només es conserven en la memòria dels més vells de Santa Maria, com ara els Calvaris, també anomenats Bosc de l'Hospital, les Canyes, les Cardones, les Comes, la Figuera, l'Illa de la Pedra Blanca, l'Oceny, la Penyora, el Portal, Puig Colobrat, Puig Ventós, les Rieres, les Rotes de la Boneta, el Solsorer, el Torrell i la Travessa.
Alguns topònims designen camps de conreu, prats o similars: el Camp de la Bola, o, simplement, la Bola, el Camp, o els Camps, de les Figueres, els Camps dels Prats, les Closes, la Colomina d'en Baus, les Colomines i els Horts de Marenda; alguns d'aquests noms ja es consideren antics, perquè han entrat en desús: el Camp de la Mare de Déu, el Camp de l'Hospital dels Pobres, el Camp de les Forques, el Camp dels Calvaris, la Colomina d'en Conte, la Colomina d'en Guiter, la Colomina d'en Noguera, les Colomines d'en Roger, les Colominetes, els Cortils, l'Hort de la Bonjorn, els Prats, el Reguer i el Vinyer. El territori històric de Santa Maria la Mar anomenat el Boscaró, fou afegit al terme de Canet, i avui dia el nom ha entrat en desús.

### Els cursos d'aigua

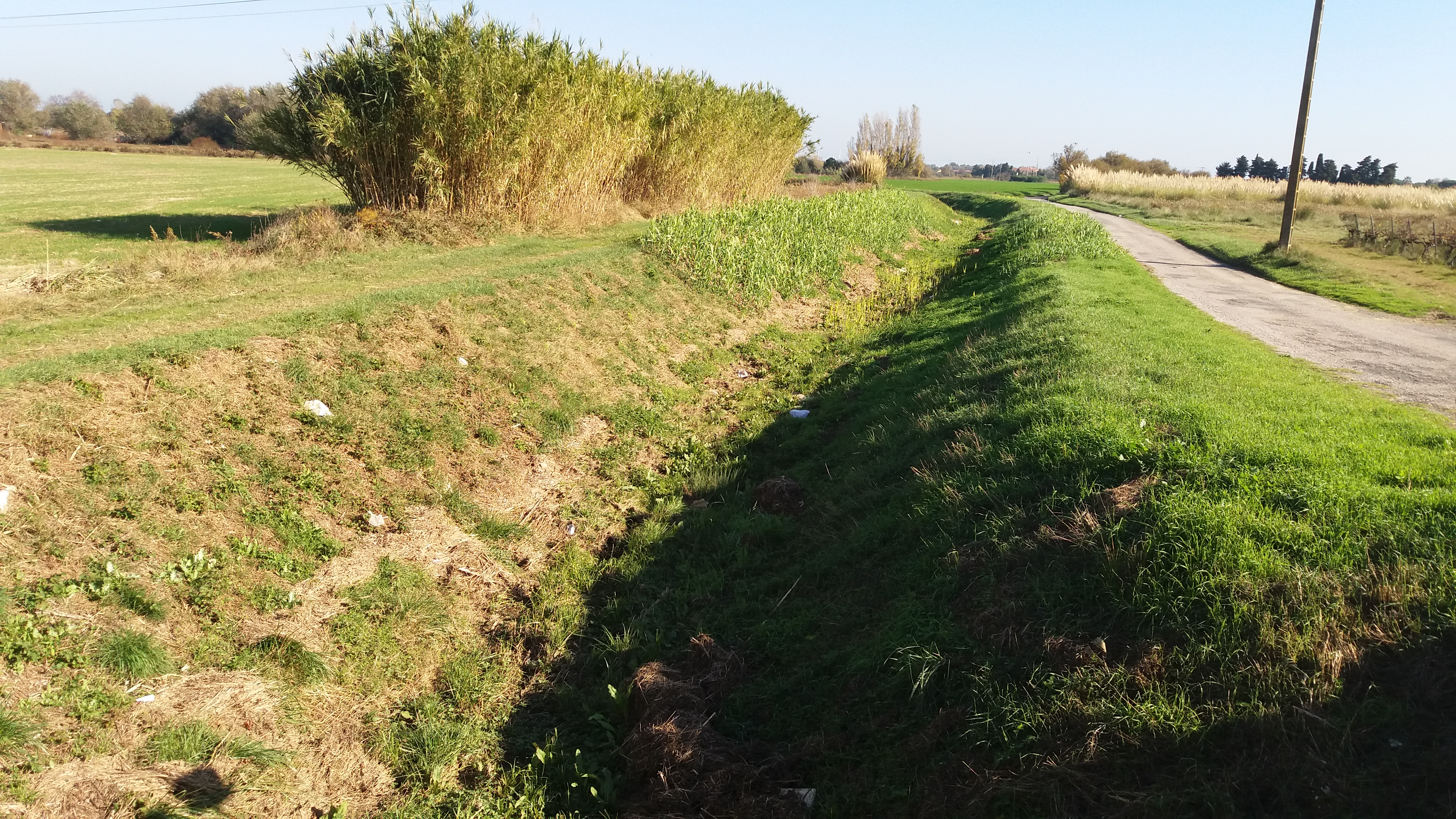
El Rec del Molí de Vilallonga

Com els altres termes de la Plana del Rosselló, el terme de Santa Maria la Mar és solcat per diversos canals de drenatge o de rec, a part de l'únic riu que el toca: la Tet, que forma el límit meridional del terme. Hi ha un sol canal d'irrigació, el Rec del Molí de Vilallonga, o Rec de Vilallonga, que procedeix del molí del veí poble de Vilallonga de la Salanca, i diversos canals de drenatge: l'Agulla Cabdal, l'Agulla de l'Oca, l'Agulla del Barraquer, l'Agulla de l'Eixau Nou, o, simplement, l'Eixau Nou i l'Agulla de l'Eixau Vell, o, simplement, l'Eixau Vell.
A part d'aquests canals principals, el terme té diversos altres recs menors que duen l'aigua cap a les terres on és necessària per al conreu dels camps.

## Transports

### Carreteres

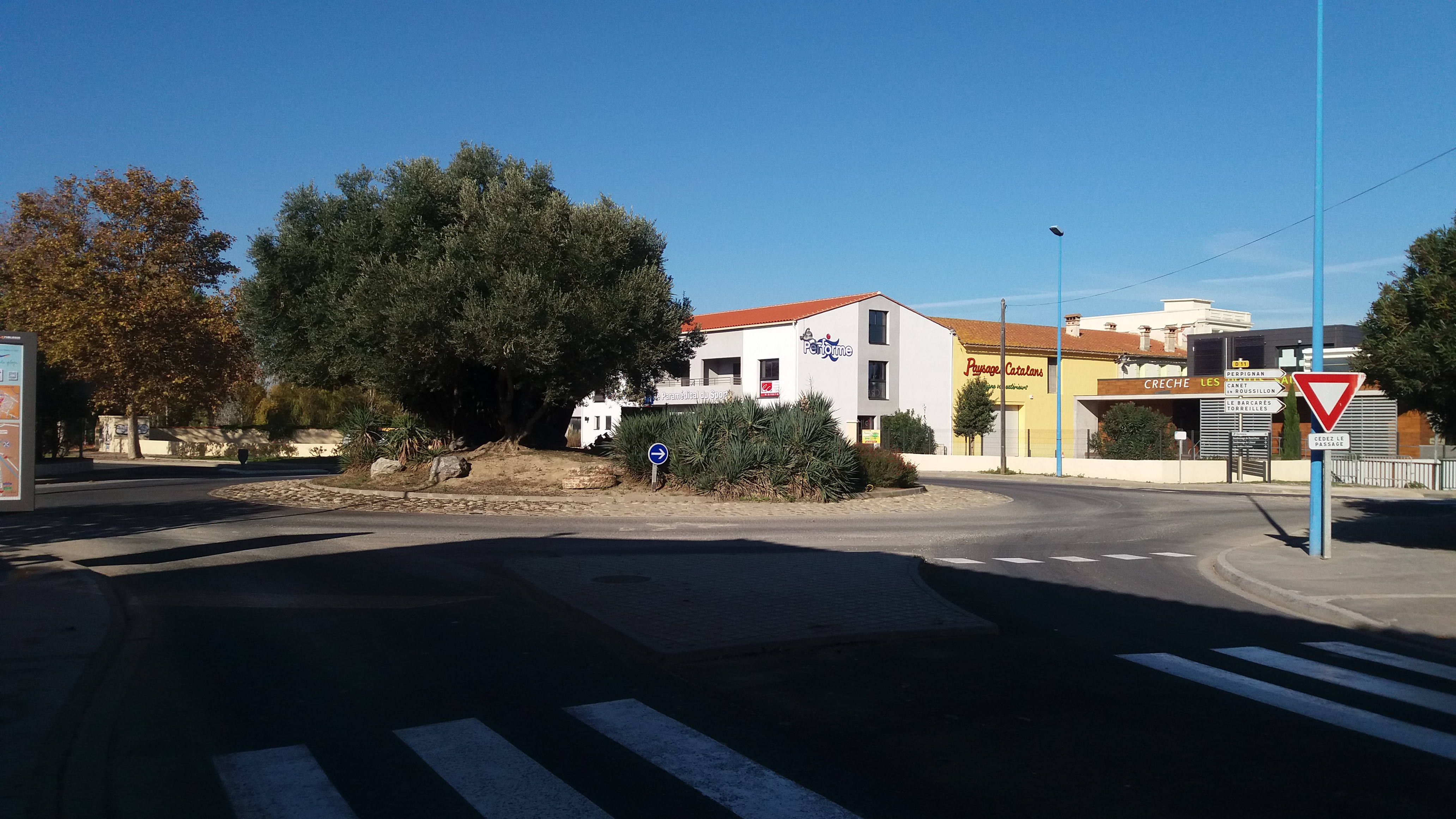
Rotonda de la cruïlla de la D-11 i la D-12, a l'entrada oest al poble

Tres carreteres departamentals solquen el terme de Santa Maria la Mar: la D-11, la D-12 i la D-81. La D-11 (Salses - Elna) enllaça Santa Maria la Mar amb els pobles de la Salanca, pel costat nord-est, i els de la Costa Sorrenca, pel sud. Per aquesta carretera, Santa Maria la Mar dista 16 quilòmetres de Salses, 9 de Sant Hipòlit de la Salanca, 6 de Sant Llorenç de la Salanca, i 4 de Torrelles, pel costat nord-est, i 3 de Canet, 7 de Sant Nazari, 11 d'Alenyà i 17 d'Elna.
La D-12 (D-900/E-15 A-19 - Santa Maria Platja), que enllaça amb l'autovia i l'autopista que travessa el país de nord a sud, passant per Pià, Bompàs i Vilallonga de la Salanca, pel costat de ponent, i pel costat de llevant duu fins a Santa Maria Platja, porta en 11 quilòmetres fins a l'autovia i l'autopista, 9 fins a Pià, 7 fins a Bompàs, 3 fins a Vilallonga de la Salanca, i 2 fins a Santa Maria Platja.
La D-81 (D-83, al Barcarès - Canet de Rosselló) mena al Barcarès pel nord i a Canet pel sud, en 8 quilòmetres al primer poble i en 3 al segon.

### Vies cIclables
Travessa el poble la Vélittorale, que condueix del Barcarès a Canet Platja. Pel costat de ponent, la carretera D-12, procedent de Bompàs, té també una ampla via ciclable paral·lela al nord de la carretera, amb una clara separació.

### Mitjans públics de transport
La línia 9 de la Compagnie de transports Perpignan-Méditérranée és l'única que proporciona servei públic de transport regular que enllaça Santa Maria la Mar amb l'exterior. La línia 9 enllaça Perpinyà amb Santa Maria la Mar passant per Bompàs, Vilallonga de la Salanca, Santa Maria la Mar i Santa Maria Platja. Circula cada dia, de dilluns a dissabte amb 13 serveis diaris en cada direcció, i diumenge amb quatre en cada direcció.

### Camins i passos de riu i riera
Les carreteres asfaltades, antics camins de comunicació amb els pobles de l'entorn, són la Ruta del Litoral, la Ruta de Torrelles (antigament, Camí de Torrelles), i la Ruta de Vilallonga (antigament, Camí de Vilallonga). Es conserven els antics camins que duien als pobles veïns: Camí de Canet (n'hi ha dos: el del Pas de la Calç i el del Pas de les Carretes), a més del Camí de Canet a Torrelles, nom antic ara en desús, Camí de Clairà, Camí de Vilallonga a la Mar, anomenat simplement Camí de la Mar al poble de Santa Maria, Camí de Vilallonga i Camí Vell de Perpinyà. Els altres camins són interiors del terme de Santa Maria: Camí de la Redubta, Camí de la Ribera, o Camí de les Closes, Camí de la Vigia, Camí del Bordígol, Camí dels Gravatells i Camí d'en Pagès. Esment a part mereix l'antiga Carrera de Mallorca, camí ramader, ara anomenat Carrer de Mallorca.
Hi ha dos indrets de pas a gual de la Tet, tots dos anomenats Passallís, a més de la Passarel·la, a migdia del nucli de població.

## Història

### Edat mitjana

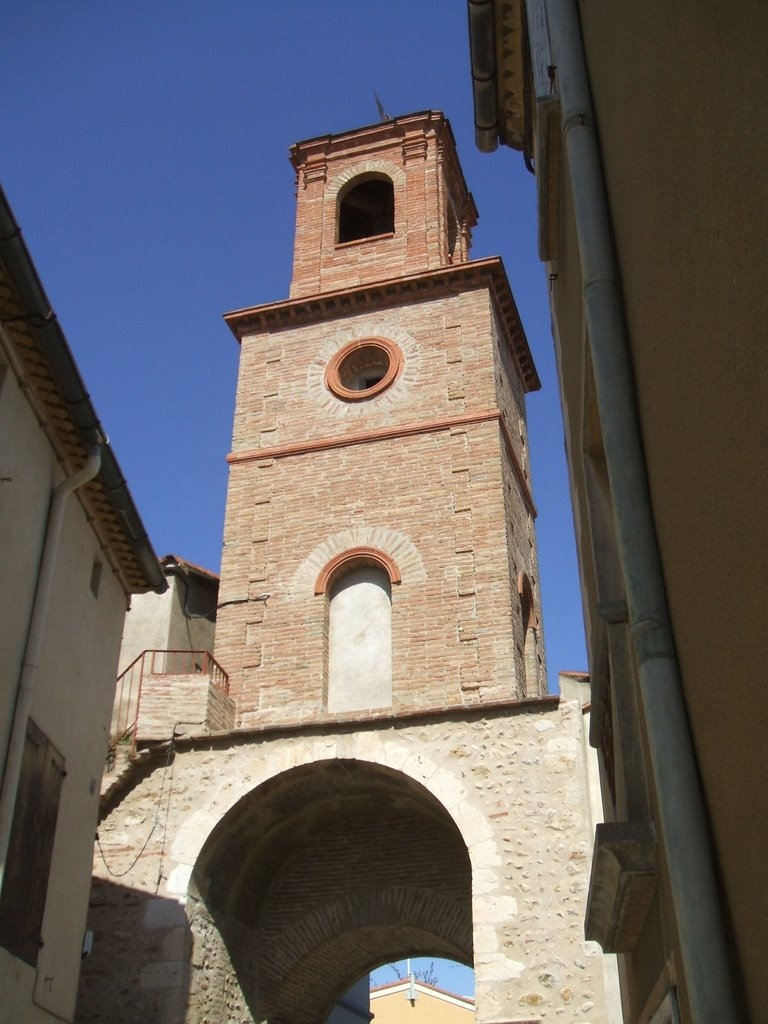
La Torre del Rellotge, damunt d'un antic portal medieval

Anteriorment anomenada Pabirans, el 1198, ja en el segle xii el poble pren el nom de la parròquia, i desapareix fins i tot en els documents el nom primitiu. Detenia el senyoriu del lloc una família de cognom Santa Maria: Pere de Santa Maria signa el testament de Gausfred III de Rosselló el 1164. El febrer del 1198, Ramon de Canet obtingué del rei Alfons II el permís per a establir-hi una forca. Les dues parròquies del lloc, Santa Maria i Sant Andreu de Bigaranes apareixen també entre els llocs on Ramon de Canet pot dreçar aquella forca. Santa Maria la Mar ja apareix lligada a Canet des d'aquells anys, i el 1322 fou incorporat al vescomtat de Canet, en la creació del vescomtat pel rei Sanç.

### Edat moderna
Durant la Revolució francesa, la comuna va dur els noms de Redoute-de-l'Agly (Reducte de l'Aglí) i de Redoute-Maritime (Reducte Marítim). Sens dubte fa referència al fet que el castell del poble era encara ben present i visible.

## Demografia

### Demografia antiga
La població està expressada en nombre de focs (f) o d'habitants (h).
| 68 f | 46 f | 38 f | 36 f | 23 f | 12 f | 37 f | 26 f | 22 f | 27 f | 158 h | 22 f | 50 f | 150 h |

Font: Pélissier 1986

### Demografia contemporània
| Evolució de la població |      |      |      |      |      |      |      |      |
| 1793                    | 1801 | 1806 | 1821 | 1831 | 1836 | 1841 | 1846 | 1851 |
| 230                     | 252  | 263  | 358  | 402  | 417  | 440  | 447  | 502  |

| 1856 | 1861 | 1866 | 1872 | 1876 | 1881 | 1886 | 1891 | 1896 |
| ---- | ---- | ---- | ---- | ---- | ---- | ---- | ---- | ---- |
| 494  | 489  | 515  | 510  | 512  | 539  | 589  | 619  | 652  |

| 1901 | 1906 | 1911 | 1921 | 1926 | 1931 | 1936 | 1946 | 1954 |
| ---- | ---- | ---- | ---- | ---- | ---- | ---- | ---- | ---- |
| 669  | 694  | 666  | 744  | 734  | 833  | 724  | 633  | 795  |

| 1962 | 1968 | 1975 | 1982  | 1990  | 1999  | 2004  | 2006  | 2009  |
| ---- | ---- | ---- | ----- | ----- | ----- | ----- | ----- | ----- |
| 876  | 975  | 931  | 1.285 | 2.171 | 3.452 | 3.842 | 3.842 | 4.641 |

| 2012  | 2013  |
| ----- | ----- |
| 4.687 | 4.725 |

Fonts: Ldh/EHESS/Cassini fins al 1999, després INSEE a partir deL 2004

### Evolució de la població

Evolució de la població

### Els batlles

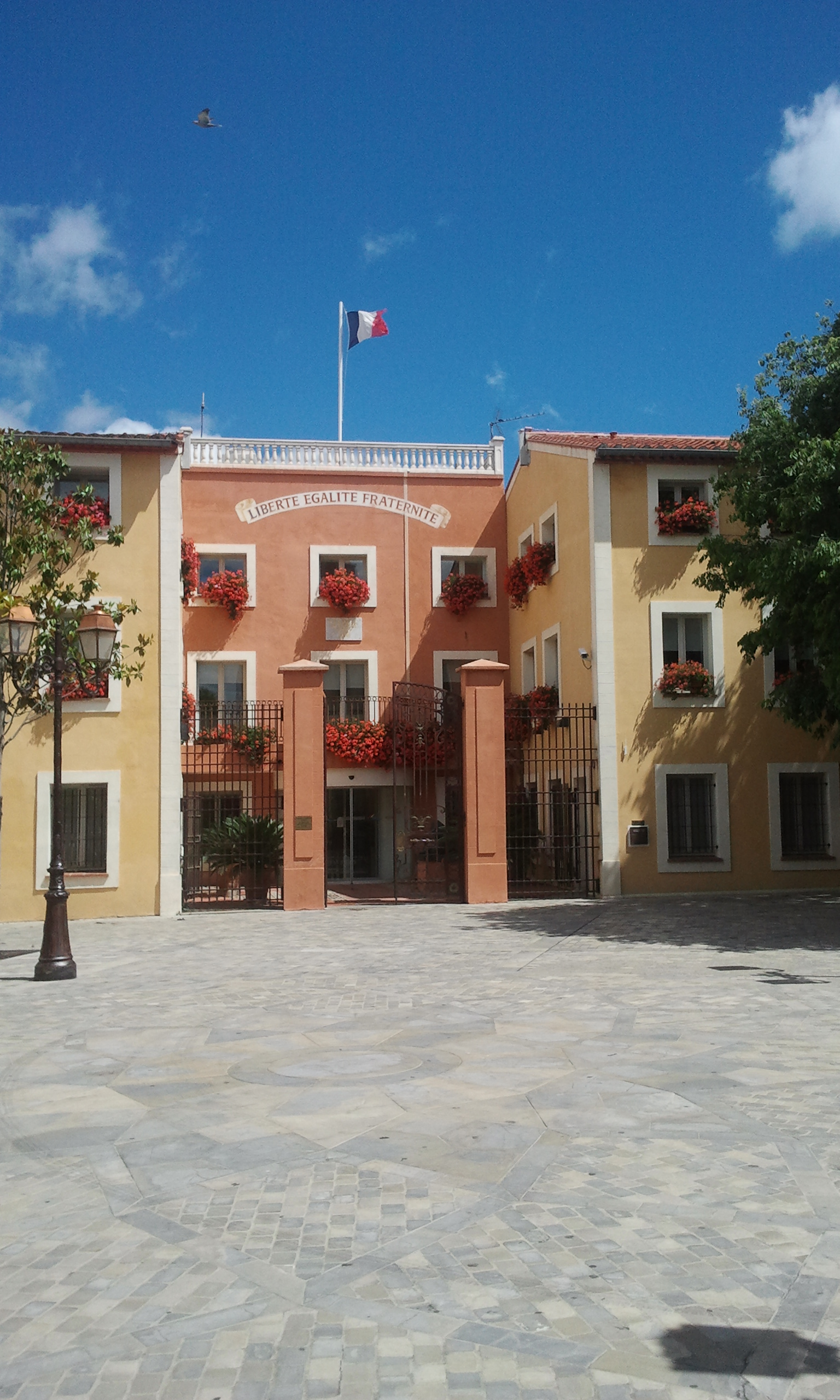
L'Ajuntament

## Administració i política

### Els batlles[13]
| Període                       | Nom             | Opció política | Comentaris              |
| ----------------------------- | --------------- | -------------- | ----------------------- |
| 7 de febrer del 1790 – ?      | François Ferrie |                | Primer batlle del poble |
| Març del 1983 – Moment actual | Pierre Roig     | UMP            | Antic Conseller General |

### Legislatura 2014 - 2020

#### Batlle
- Pierre Roig.

#### Adjunts al batlle[14]
- 1a: Albert Sanguignol
- 2n: Henri Lozano
- 3a: Marie-France Revol
- 4t: Marguerite Valette
- 5è: Claude Hospital
- 6è: Jean Sourribes
- 7è: Odile Tetart
- 8è: Sabine Portus

#### Consellers municipals
- Christine Meya
- Jean-Luc Malet
- Sandrine Lozano
- Francis Brunet
- Charles Durand
- Josiane Oriol
- Charles Bolte
- Malicka Rol
- Alexandre Lecat
- Lauriane Josende
- Eric Talavan
- Nicolas Figueres
- Véronique Bonifassy
- Sonia Clastrier
- Patricia Peyrals
- Paule Senyorich
- Bruno Badier. Conseller a l'oposició
- . Consellera a l'oposició.

### Adscripció cantonal
Amb motiu de les eleccions departamentals del 2015, Santa Maria la Mar ha estat inclòs en el nou aplegament de Perpinyà 2, cantó número 7, formada per Bonpàs, Santa Maria la Mar, Vilallonga de la Salanca i els districtes del nord-est de Perpinyà. Els consellers departamentals triats en aquesta elecció per aquest cantó han estat Joëlle Anglade, de l'UMP, adjunt al batlle de barri del sector de Perpinyà Est, i Jean Sol, de l'UMP, conseller municipal de Bonpàs.

## Activitats econòmiques

### Agricultura
El terme de Santa Maria la Mar és essencialment agrícola, tot i l'augment dels serveis turístics dels darrers trenta anys. Hi ha quasi un centenar d'explotacions agrícoles, amb una lleugera disminució respecte de les que hi havia cinquanta anys enrere. Gairebé la meitat de la superfície conreada és dedicada a la vinya, sobretot per a vins de taula, encara que hi ha una petita proporció destinada a vins de denominació d'origen. La resta és gairebé tota dedicada a hortalisses, sector que està en expansió: carxofes, escaroles, productes primerencs, coliflors, espàrrecs, api, julivert i tomàquets, per ordre d'importància. Una petita part és destinada a fruiters: albercocs, sobretot.
El sector ramader ha crescut en els darrers vint-i-cinc anys, i en l'actualitat s'acosten al miler els caps de bestiar existents, bàsicament ovins.

### Acolliment turístic

#### Els càmpings
Diversos càmpings ofereixen els seus serveis, sobretot a la zona propera a la costa. Els càmpings de Santa Maria la Mar són Le Lamparo, al costat del poble vell, i Florida, Palau de la Mar, la Pergola i la Platja, al costat de Santa Maria Platja. Prop del Centre Eqüestre, al sud-est del terme, hi ha el Sainte Marie.

## Cultura

### Biblioteca
Santa Maria la Mar té una biblioteca municipal, situada a la plaça de la Casa de la Vila, a l'edifici de l'antic ajuntament.

### Ensenyament
El poble disposa d'una llar d'infants, Les petits salanquais, que acull els infants de 3 mesos a 4 anys. Acull fins a 50 nens dels pobles de Santa Maria la Mar, Torrelles i Vilallonga de la Salanca.
També hi ha l'escola maternal Charles Perrault per als petits de 5 a 10 anys, i l'escola primària Jules Ferry, on van entre els 11 i els 15 anys. Els més grans d'aquesta edat van al col·legi o a l'institut (lycée) de Canet, principalment, tot i que també els correspon el col·legi de Sant Llorenç de la Salanca. També hi ha un punt jove de suport a l'adolescència i joventut.

## Personalitats del poble
- Louis Carrère, jugador de rugbi nascut el 1914 a Santa Maria la Mar.